# Solo Reggaeton
Solo Reggaeton es el nombre del séptimo álbum de estudio y el último de la trilogía Solo del artista puertorriqueño Manny Montes.
En este álbum participan Rey Pirin, Dr. P, Triple Seven, Cshalom, Youdiel, Samitto y Esabdiel, Bengie, Vito, Rudy Torres, Mesiánico, Niko Eme, Pauneto y Evangélico.

## Lista de canciones
| N.º | Título                                                                      | Productor(es)             | Duración |  |
| 1.  | «Reggaeton Del Cielo» (Feat. Rey Pirin, Bengie, Triple Seven, Dr. P y Vito) | Cardec Drums, El Zoprano  | 5:09     |  |
| 2.  | «Heiiin»                                                                    | Los De La Fórmula         | 3:41     |  |
| 3.  | «Dime a Ver» (Feat. CShalom y Youdiel)                                      | El Zoprano                | 3:31     |  |
| 4.  | «Pa' acá' no Vengas»                                                        | Cardec Drums, El Zoprano  | 3:56     |  |
| 5.  | «Que Pajó»                                                                  | Cardec Drums, El Zoprano  | 3:04     |  |
| 6.  | «Inocente»                                                                  | El Zoprano                | 3:17     |  |
| 7.  | «Presión» (Feat. Niko Eme y Pauneto)                                        | El Zoprano, Niko Eme      | 3:12     |  |
| 8.  | «Si Te Vas» (Feat. Samito y Esabdiel)                                       | El Zoprano, Barajas       | 4:30     |  |
| 9.  | «A Veces» (Feat. Rudy Torres y Mesiánico)                                   | El Zoprano, Royalty Kings | 3:48     |  |
| 10. | «Desintoxicao» (Feat. Evangélico)                                           | El Zoprano                | 3:14     |  |

## Remezclas
| N.º | Título | Productor(es)            | Duración |  |
| 1.  | «Reggaeton Del Cielo (Remix)» (Feat. Rey Pirin, Travy Joe, Bengie, Triple Seven, Ariel Kelly, Maso, El Leo Pa', Dr. P y Vito) | Cardec Drums, El Zoprano | 6:56     |  |

## Vídeos musicales
Solo Reggaeton contó con 8 vídeos, los cuales son «Desintoxicao» con Evangélico, «Reggaeton Del Cielo» con Rey Pirin, Bengie, Triple Seven, Dr. P y Vito, «Inocente», «Si Te Vas» con Samito y Esabdiel, «Que Pajó», «Dime a Ver» con CShalom y Youdiel, «Pa' acá' no Vengas» y «Heiiin».